# East Village

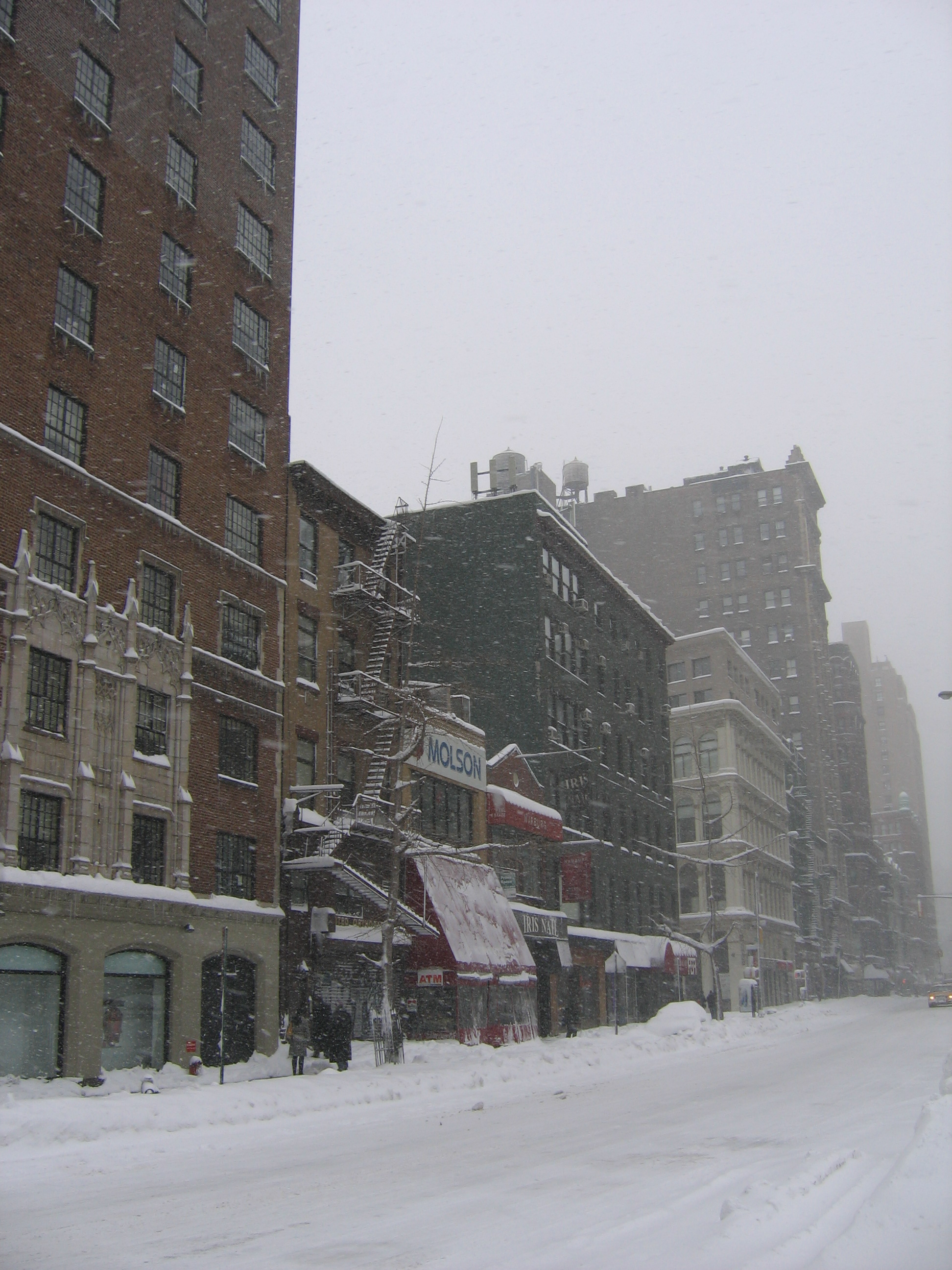
East Village

East Village és un barri de l'illa de Manhattan a New York. Està aproximadament delimitat pel carrer 14 al nord, per l'East River a l'est,  Houston Street al sud i la  3a Avinguda a l'oest. Està situat a l'est de Greenwich Village, d'on en treu el nom.
Una part del barri es deia abans Alphabet City (la ciutat alfabet), degut a les quatre avingudes  A,  B,  C,  D que el recorren. Són de fet només les avingudes de Manhattan que duen aquesta mena de nom format d'una sola lletra. D'ençà de finals dels anys 1990, la població ha canviat d'estil, més elegant i amb més mitjans econòmics.

## Dita
Dita de l'East Village (que avui no té raó de ser):
| « | Avenue A, you're Alright Avenue B, you're Brave Avenue C, you're Crazy Avenue D, you're Dead.» |  | « | Avenue A, tot va bé Avenue B, ets coratjós Avenue C, ets boig Avenue D, ets mort.» |

## Llocs d'interès
Llocs culturals :
- Saint Mark's Church
- Performance Space 122

Llocs turístics :
- Alphabet City i els seus jardins comunitaris.
- Tompkins Square Park, el pulmó verd de l'East Village
- Union Square, la plaça dels debats públics
- East River sidewalk, passeig al llarg de l' East River i la vista de l'skyline de Midtown